# Lecteria simpsoni
Lecteria simpsoni är en tvåvingeart som beskrevs av Alexander 1920. Lecteria simpsoni ingår i släktet Lecteria och familjen småharkrankar.
Artens utbredningsområde är Nigeria. Inga underarter finns listade i Catalogue of Life.